# 한지윤
한지윤(1982년 11월 9일 ~ )은 대한민국의 전통음악 연주가이다. 한양대학교 무용과를 나온 후 전통무용과 창작활동을 하던 중 2011년 사회적 기업 들소리에 입단하여 소속의 월드비트비나리공연에서 타악기 연주와 춤으로 활동하고 있다.

## 음악 활동
- 2012년 서울 종로 월드비트비나리 전용관 상설공연중
- 2008년 김은희 무용단 활동
- 2005년 DND(Dance and Drum)활동

## 수상 내역
- 2002년 우리춤 경연대회 문화부장관상 수상